# Neumático de bicicleta

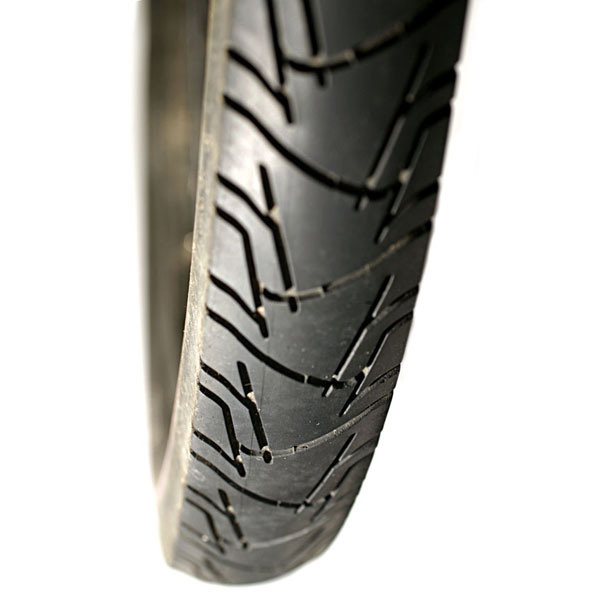
Neumático de bicicleta de paseo

El neumático de la bicicleta, también denominado cubierta, llanta, caucho o goma en algunas regiones, es un neumático que se adapta en la rueda de una bicicleta, monociclo, triciclo, cuatriciclo, o remolque para bicicleta. También se puede utilizar en sillas de ruedas y las bicicletas de mano, especialmente para las carreras. Los neumáticos de la bicicleta son una fuente importante de suspensión, generan las fuerzas laterales necesarias para el equilibrio y el giro, y generan las fuerzas longitudinales necesarios para la propulsión y el frenado. Son la segunda fuente, después de la resistencia del aire, del consumo de energía en una carretera. El moderno neumático de bicicleta desmontable contribuyó a la popularidad y el dominio final de la bicicleta de seguridad.
Los neumáticos modernos de bicicleta se pueden clasificar por varios criterios:
- en que forma se unen a la llanta: cubierta o tubular,
- cómo y si retiene el aire: con cámara de aire, sin cámara, o sólido,
- qué tipo de banda de rodadura tienen: lisos, nudosos o multiuso.

## Historia

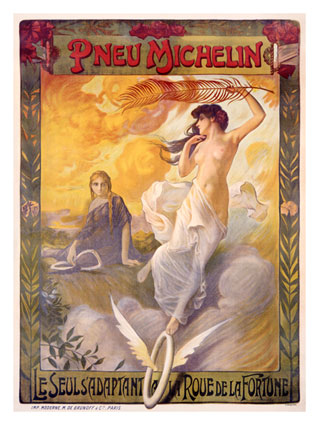
Afiche antiguo de neumáticos Michelin

Los primeros «neumáticos» de bicicletas fueron las bandas de hierro en las ruedas de madera de velocípedos. A estos le siguieron los neumáticos de goma maciza. En un intento por suavizar la marcha, también se intentaron desarrollar los neumáticos de goma con un centro hueco.
El primer neumático práctico fue hecho por un veterinario de Belfast John Boyd Dunlop, en 1887 para la bicicleta de su hijo, en un esfuerzo por prevenir los dolores de cabeza que su hijo tenía al viajar por carreteras en mal estado (la patente de Dunlop fue invalidada por patentes de 43 años antes de su compatriota escocés Robert William Thomson) — a Dunlop le concedieron una patente por «un mejoramiento de neumáticos... para bicicletas y triciclos»). No obstante, en 1889 vendió sus derechos de manufactura a Harvey du Cros Sr., quien fundó la Dunlop Pneumatic Tyre Co. Ltd. Dunlop en sí no tuvo ninguna relación con esta firma.
En 1890, se comenzó a añadir a la goma una capa de tela resistente para reducir los pinchazos. Los corredores adoptaron rápidamente el neumático por el aumento de velocidad obtenido.
Por último, el neumático desmontable fue introducido en 1891 por Édouard Michelin. La llanta desmontable facilitó el proceso de cambio de los neumáticos. En lugar de pegamento, se ajustaba en el borde de la llanta con una pestaña removible, y se podían retirar para la sustitución o parchear la cámara de aire separada.

## Definiciones de neumático y cubierta
Aunque neumáticos y cubiertas son sinónimos, cada una tiene su definición.

Sección transversal esquemática 1: llanta, 2: cubre pezón, 3: superficie para los frenos de zapatas, 4: alambre del talón, 5: cámara de aire, 6: carcasa, 7: banda de rodamiento

### ¿Qué es un neumático?
El neumático propiamente consta de una cubierta y de la cámara de aire.
- Amortiguador que cubre la circunferencia de una rueda y por lo general contiene aire comprimido. Ruedas con goma maciza fueron utilizados en los vehículos de carretera hasta que fueron sustituidos por neumáticos llenos de aire. El neumático con cámara de aire amortigua al ciclista de los baches, reduce el desgaste de las ruedas y ofrece un vínculo de fricción entre el vehículo y el suelo. El desarrollo del neumático con cámara fue de John Boyd Dunlop.

### ¿Qué es una cubierta?

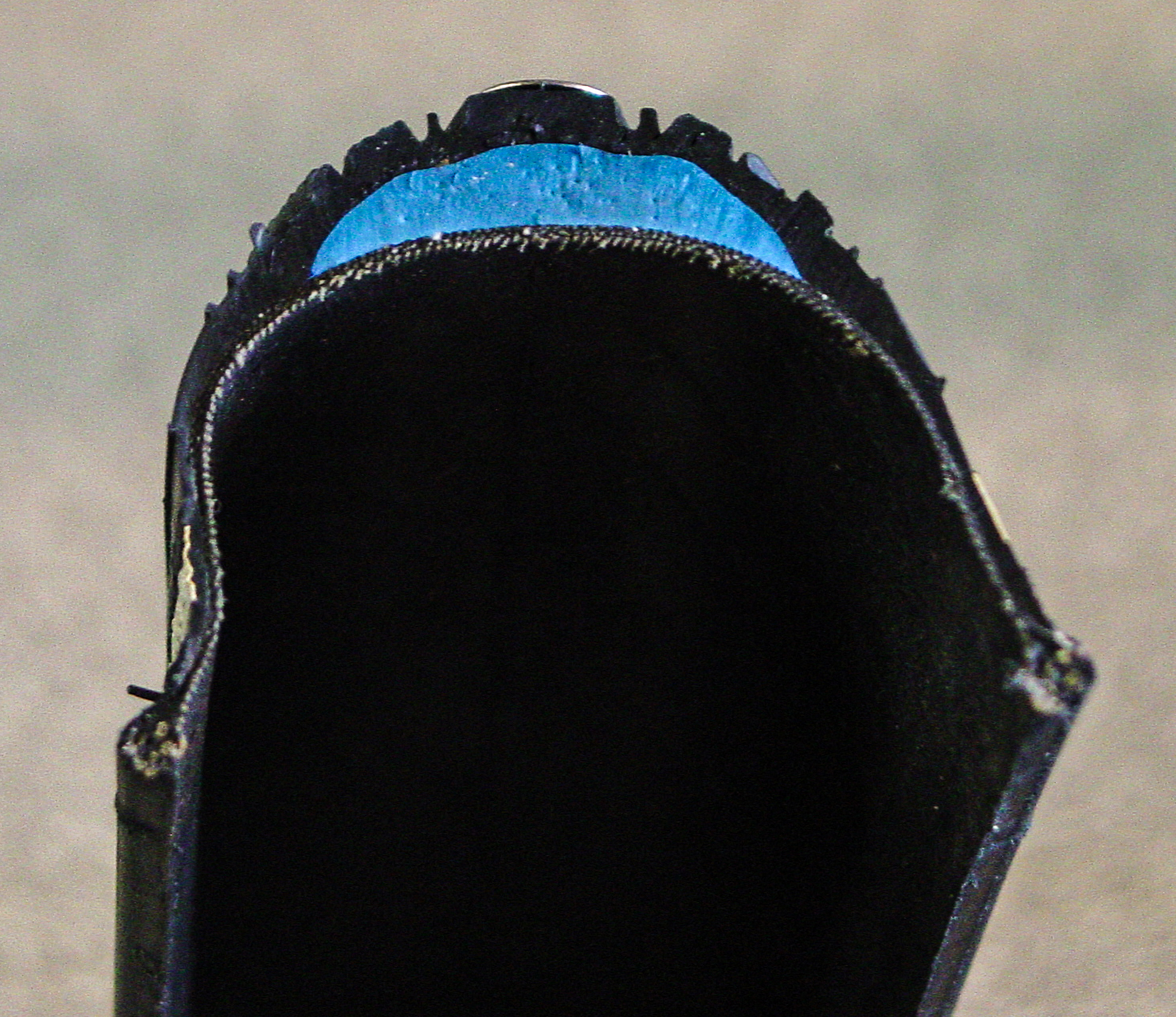
Corte transversal de una cubierta con una capa Kevlar (en azul) entre la carcasa y la banda de rodadura, cual aumenta la resistencia a los cortes y pinchazos.

La cubierta consta de los siguientes elementos: carcasa, banda de rodadura y alambre del talón.
- Carcasa (armadura del neumático) generalmente construida en tejido recubierto de goma. El nylon es el tejido generalmente más utilizado. El número de «hilos por pulgada» (TPI) da una idea de la finura del tisaje del hilado y de la suavidad de la carcasa.

- Banda de rodamiento o rodadura es la parte en contacto con el asfalto. Una banda de rodamiento de buenas prestaciones es una mezcla de goma, sílice (SiO2), negro de humo y otros polímeros, los productos de la gama alta utilizan mezclas de fibras de Kevlar® y polímeros propietarios. El dibujo de la banda de rodadura depende del uso previsto para la goma: de las lisas para terreno seco y fácil, a las nudosas para terrenos mojados e irregulares.

- Alambre del talón son hilos circulares de alambre incrustrados en el talón de la circunferencia interna de la cubierta.

### ¿Qué es un tubular?

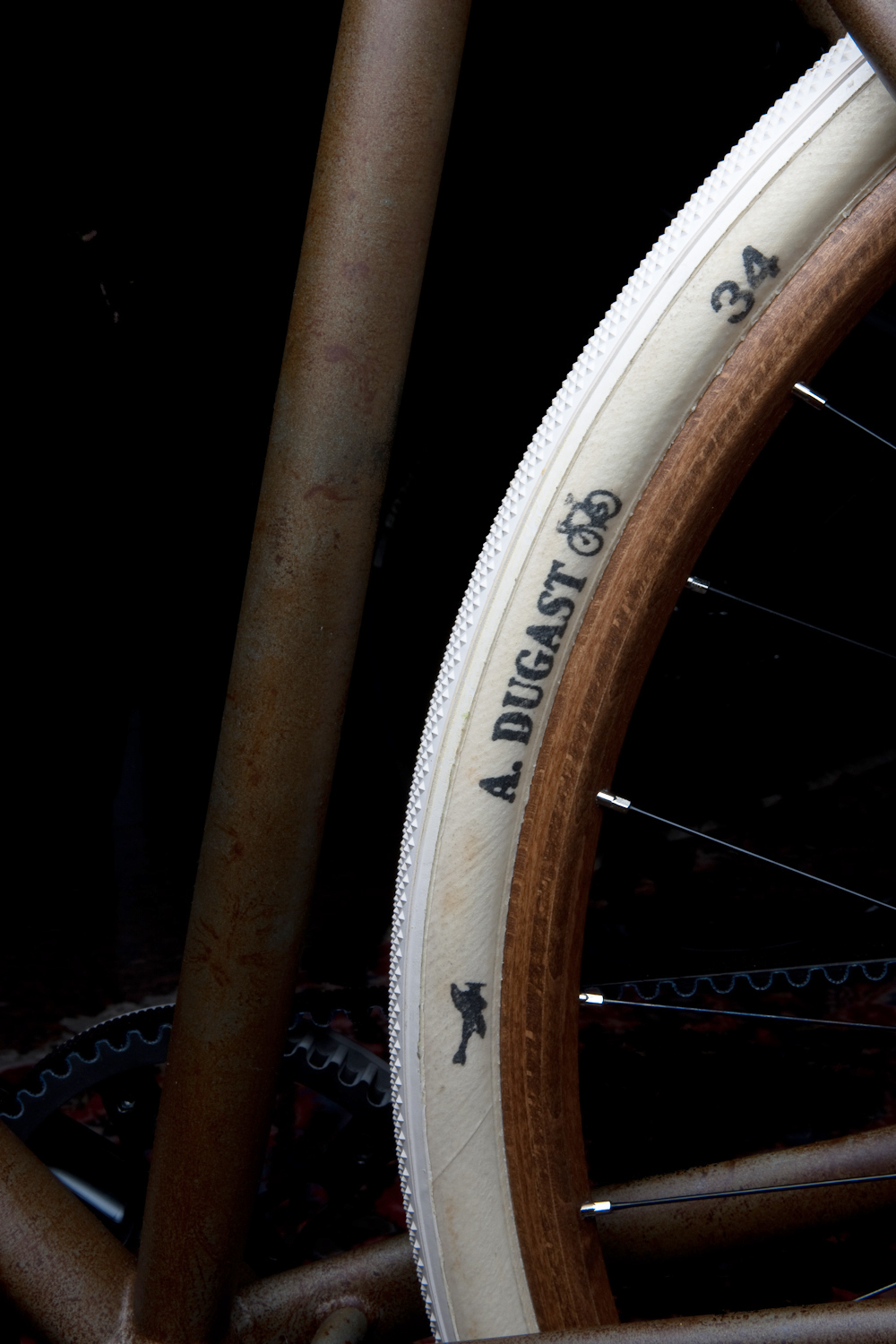
Neumático ciclocrós tubular de altas prestaciones

El tubular es un neumático que consta de una cubierta y cámara de aire completamente envuelta en la carcasa, algo así como una manguera.
La cubierta está hecha de algodón o de seda y se vulcaniza con la cámara de aire y está completamente envuelta en la carcasa, que a su vez está pegada con cola a la llanta tipo Sprint para neumáticos tubulares. El neumático corriente, por el contrario, es «abierto» con un talón que se asienta dentro de la llanta y bloquea el neumático. 
El tubular tiene una sección perfectamente redonda, que definimos como «radio constante de la carcasa». Esto le da dos ventajas fundamentales frente al neumático corriente. 
- La entrada en curva es «uniforme», con ninguna diferencia en términos de agarre o absorción de las vibraciones y los golpes, ya que estos golpes se reparten sobre toda la superficie de la llanta, reduciendo así la resistencia al avance. El ciclista puede mantener su línea en la entrada de la curva y recorrerla con toda seguridad incluso si el asfalto no es perfecto, una sensación familiar para todos los corredores profesionales.

- Otra ventaja del tubular sobre las cubiertas es que puede inflarse a presiones más altas. A presiones de inflado altas, los neumáticos corrientes resultan menos cómodos.

En resumen: los ciclistas profesionales prefieren los tubulares porque son más rápidos y ofrecen mayor comodidad. Los neumáticos corrientes tienen la ventaja de ser prácticos, pero los tubulares son simplemente lo mejor por rendimiento dinámico y comportamiento, no es casual que sean los preferidos de los corredores de alto nivel.

## Aguantando aire
Los neumáticos de bicicletas pueden aguantar la presión del aire con un tubo interno relativamente impermeable llamado cámara de aire; entre el neumático y la llanta, en un sistema sin cámara, o en algunos casos, ser no-neumático.

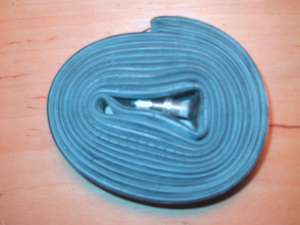
Una cámara de aire enrollada para su almacenamiento o para llevar como repuesto.

### En tubo
Un neumático de entubado tiene una «cámara de aire» por separado, hecho de caucho de butilo o de látex, que proporciona una barrera relativamente hermética en el interior del neumático.

### Neumático sin cámara
Los neumáticos sin cámara son usados principalmente en bicicletas de montaña, debido a su capacidad de utilizar la baja presión de aire para una mejor tracción sin tener pinchazos. La llanta debe ser específica para estos neumáticos.

### Sólido
Además de los neumáticos de goma maciza que fueron inventados antes del neumático, existen neumáticos (que no requieren de ser inflados), por lo general de poliuretano que ofrecen el 100% de prevención de pinchazos. No obstante, la calidad deseable de la suspensión del neumático se pierde, y sufre la calidad del manejo.

## Marcas de tamaños
¿Qué significan las marcas y códigos de diferentes tamaños en el flanco de los neumáticos de bicicleta?
Hoy en día, los tamaños de los neumáticos de bicicleta son todas calificaciones que establece la norma ISO 5775 internacional para marcar los neumáticos y las llantas de bicicleta.
El sistema fue desarrollado originalmente por la Organización Técnica Europea de Neumáticos y Llantas (ETRTO). Sin embargo, los tamaños tradicionales de los neumáticos como tanto el sistema inglés y francés empleados hasta ahora continúan en uso. 
La especificación de tamaño ETRTO 37-622 indica la anchura de 37 mm y el diámetro interior del neumático de 622 mm, punto de anclaje del neumático en la llanta. Esta dimensión es clara y permite una clasificación precisa del tamaño de las llantas.
El marcado en pulgadas (por ejemplo, 28 x 1,40) establece el diámetro exterior aproximado (28 pulgadas) y el ancho de los neumáticos (1.40 pulgadas). El marcado en pulgadas como 28 x 1 ⅝ x 1 ⅜
(diámetro exterior aproximado x altura y anchura del neumático) es también común.

### Descripción general de designaciones de tamaño

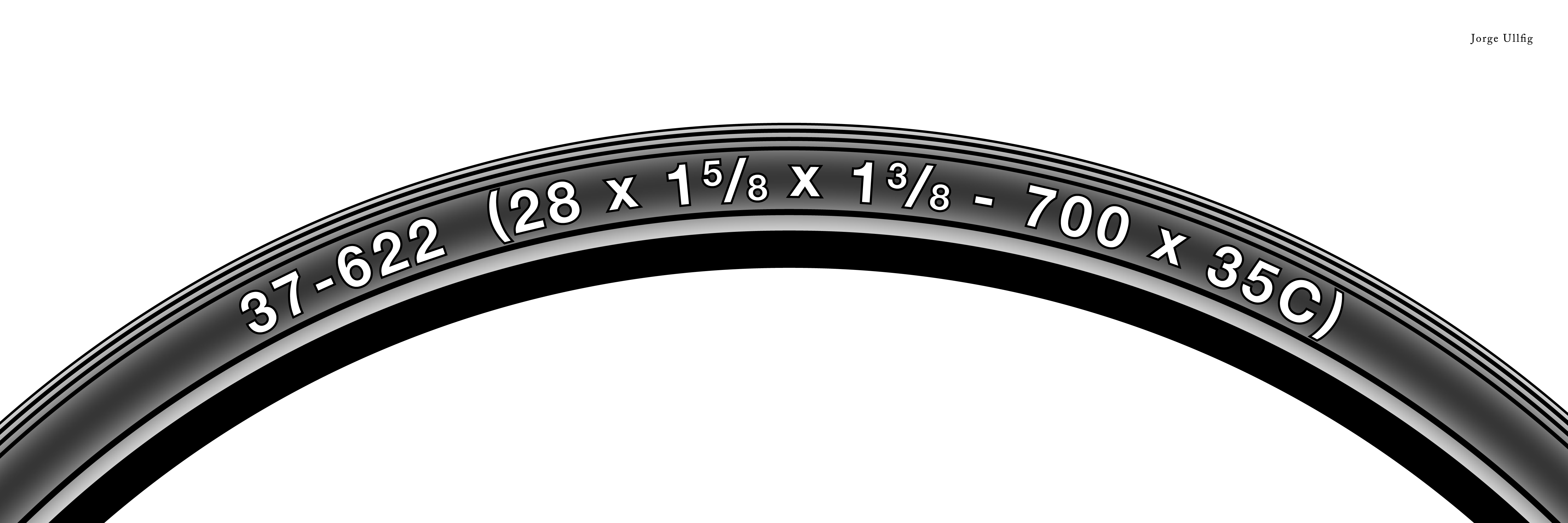
Marcas de tamaño en el flanco de una cubierta

Marcado internacional (ISO 5775): → 37 - 622
- Anchura: ~ 37 mm
- Diámetro interior del neumático: 622 mm

Marcado británico → 28 x 1 ⅝ x 1 ⅜ 
- Diámetro exterior: ~ 28"
- Altura: 1 ⅝"
- Anchura: 1 ⅜" (~ 37 mm)

Marcado francés → 700 x 35C
- Diámetro exterior: ~ 700 mm
- Anchura: 35 mm

Gracias a los manufactureros de neumáticos, que para simplificar la manufactura, han creado estragos con los tamaños, y por ende, actualmente las medidas en pulgadas no son exactas y carecen de precisión. Por ejemplo, los diámetros interiores de 559 mm (MTB) y el 571 mm (Triatlón) están clasificadas como de 26 pulgadas, cuando el diámetro total de 559 mm (52 - 559 / 26 x 2.00) es de aproximadamente 26 pulgadas, el 571 mm (20 - 571 / 26 x ¾) tiene un diámetro total de 24 pulgadas. Las llantas con diámetros de 622 mm y 635 mm son clasificados como de 28 pulgadas, y por extraño que parezca, los neumáticos con un diámetro interior de 630 mm se clasifican como de 27 pulgadas.
Dimensiones en pulgadas son ampliamente utilizados tanto en el deporte de bicicletas todo terreno (MTB) y los países donde se habla el idioma inglés. Hoy en día muy pocos usuarios están familiarizados con las clásicas dimensiones fraccionarias pulgadas como de 28 x 1 ⅝ x 1 ⅜.
Cuando se introdujeron los neumáticos MTB de tamaño de 29 pulgadas unos pocos años atrás, tenían el mismo diámetro interno de 622 mm, conocido como 28" en Europa. Las marcas de tamaños francesas (por ejemplo 700 x 35C) dan el diámetro aproximados del exterior del neumático (700 mm) y anchura (35 mm). Marcas francesas de tamaño no se utilizan para todos los tamaños de neumáticos, así, por ejemplo, no se utiliza para las dimensiones de MTB.
|  |  |  |

## Tamaños de llantas y neumáticos

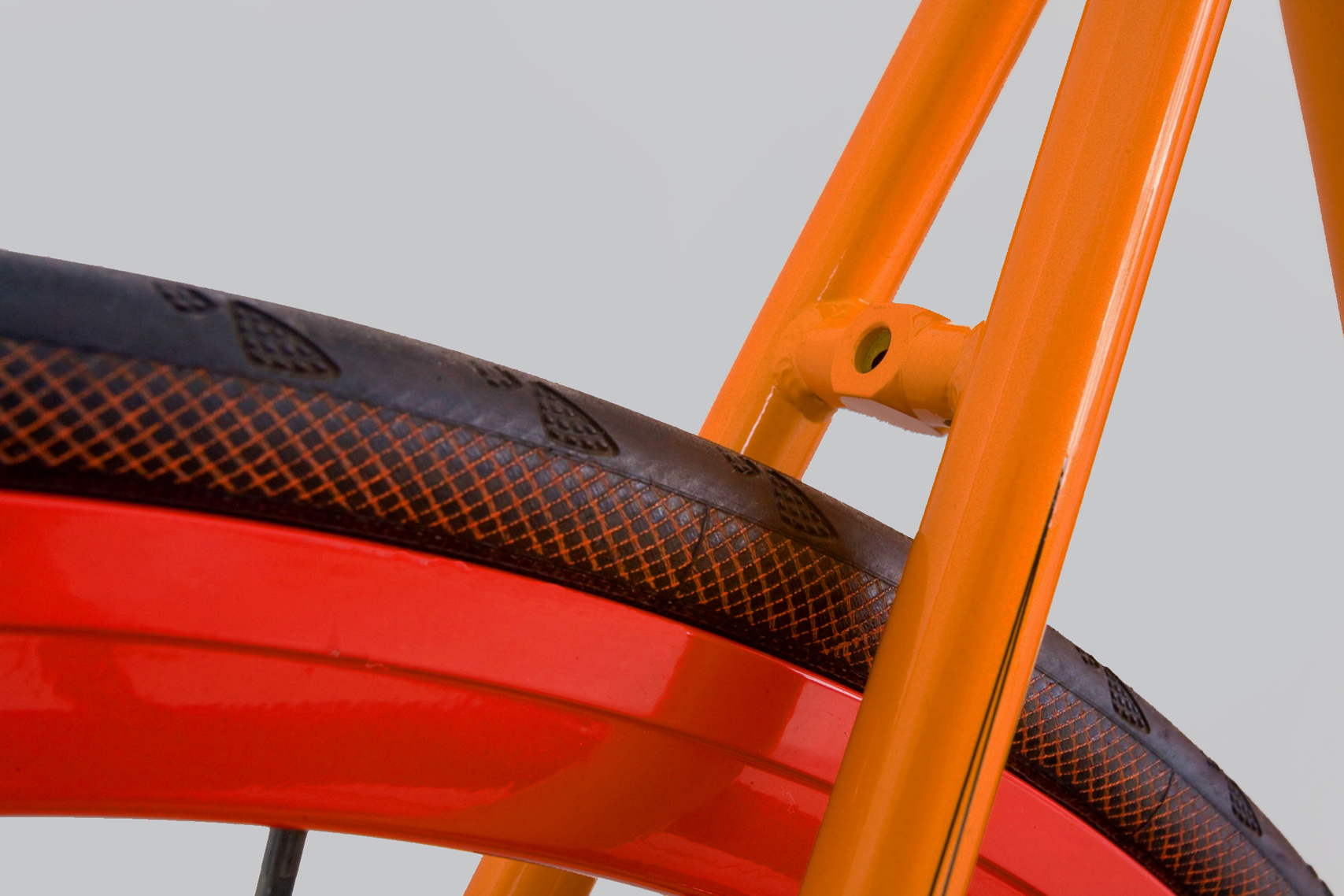
Neumático de alto rendimiento 700C

La mayoría de las bicicletas de adultos en las carreteras hoy en día tienen dos tamaños de llantas y neumáticos
Véase también: Rueda de bicicleta→ Aspectos técnicos

### 28 pulgadas

#### 700C (622 mm)
Comúnmente conocido por la denominación francesa «700C», tamaño de la llanta ISO 622 mm, se utiliza para bicicletas de «carreras», así como la mayoría de las urbanas (híbridas). 
Es conocido como «28» pulgadas en Europa del Norte, América Latina, y el Oriente, diámetro reminiscente de los neumáticos de antaño 28 x 1 ¾" (ISO 45-622).
El tamaño de 622 mm es bueno para muchas aplicaciones, pero a veces es un problema para los ciclistas más bajos, por cuestiones de espacio que dificultan el diseño de una bici bien proporcionada con ruedas de este tamaño.
Este tamaño se los denomina «29 pulgadas» cuando neumáticos de mayor volumen tipo balón 57-622 (29 x 2.25), para bicicletas de montaña 29ers, se montan en llantas ISO 622 mm. 

### Otros tamaños 28"

#### 700B (635 mm)
Este tamaño, también conocido como 28 x 1 ½" (ISO 40-635), tamaño de la llanta ISO 635 mm, son designados como «700B» (familia en anchura con los 650B), popular con las bicicletas tradicionales tipo roadster de procedencia inglesa, holandesa, china e india con frenos de varilla, tambor o contrapedal y bicicletas clásicas tipo path racer de procedencia inglesa. Los neumáticos de 38/40 mm de ancho se designan como 28 x 1 ½ (700 B) mientras los más estrechos de unos 32 mm de ancho como 28 × 1½ × 1⅛" (700 B Course), estos últimos ya no están disponibles.

### 26 pulgadas

#### Balón (559 mm)

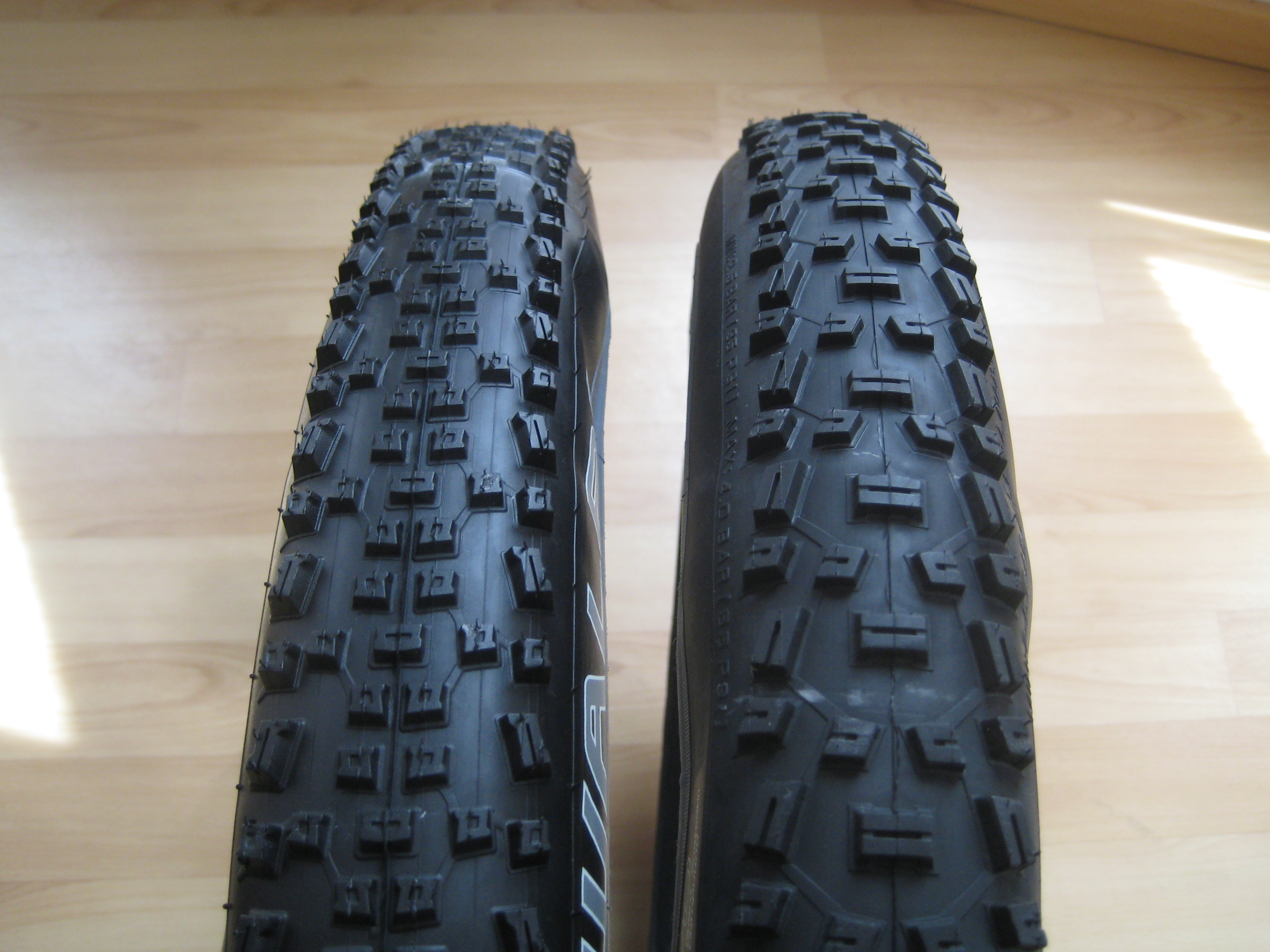
Neumáticos nudosos para bicicletas de montaña

Comúnmente conocido como «26 pulgadas» o «tipo Balón», tamaño de la llanta ISO 559 mm, con denominación de ancho decimal, es el tamaño utilizado en «mountain bike» y «bicicletas playeras».
El tamaño más corriente es de 26 x 2,125 pulgadas (ISO 57-559), pero en este segmento puede conseguir neumáticos tan estrechos como 25 mm (1 pulgada) (ISO 25-559) para adaptarse a llantas de 559 mm, (por lo que terminan con una rueda de «26» que se parece más a 24" de diámetro real) a 26 x 2,6 (ISO 65-559).
Vienen en tres tipos básicos de huella: lisa, nudosa y multiuso. Los neumáticos lisos hacen de una bicicleta de montaña lo más parecido posible a una de carretera, por desgracia, por lo general son tamaños estrechos y de alta presión y el tamaño de la rueda más pequeña tiende a resultar en un andar más bien duro. (En general, cuanto menor sea el diámetro de los neumáticos, más se sentirán los golpes, baches y otras irregularidades del pavimento, en comparación con los neumáticos anchos con la presión correcta de funcionamiento.) Los nudosos son generalmente una buena elección para su uso campo a través y los multiuso para carretera y campo a través.

### Otros tamaños 26"
La típica llanta de 26 pulgadas tiene un diámetro de 559 mm (22,0") y un diámetro aproximado exterior del neumático de 26" (~650 mm).
No se trata, no obstante, las únicas opciones. Hay por lo menos cinco tamaños diferentes, no intercambiables de neumáticos de 26 pulgadas, y tres de ellos también se conocen como 650 más [alguna letra]. Diciendo 650 sin una letra después, es susceptible dar lugar a confusión.
La designación francesa de una «letra» de un tamaño de neumático se refiere a la anchura del neumático utilizado originalmente con el tamaño de la llanta. En aquellos días, todos los neumáticos 650 tenían el mismo diámetro exterior, por lo que necesitabas una llanta más pequeña para los tamaños más anchos. «A» habría sido el neumático más estrecho, después B y C, todos miden el mismo diámetro. 

#### 650 (597 mm)
Es el mismo que el tamaño británico de 26 x 1 ¼", (ISO 32-597), tamaño de la llanta ISO 597 mm, utilizados en las bicicletas de club, y también fue adoptado por Schwinn para su uso en bicicletas de 3-velocidades, con neumáticos de 26 x 1 ⅜" (S-6). Este tamaño se ve cada vez menos, ya que las bicicletas que lo utilizan son raras. 

#### 650A (590 mm)
También llamada de 26 x 1 ⅜", (ISO 35-590), tamaño de la llanta ISO 590 mm, es el tamaño utilizado en las clásicas bicicletas inglesas de 3-velocidades. No hay nada teóricamente mal con este tamaño (que no sea la confusión con el tamaño de Schwinn!), pero la selección de neumáticos y llantas disponibles para este tamaño es bastante escasa pero estable en estos días.

#### 650B (584 mm)
Este tamaño, también a veces conocido como Demi-Ballon, marcado 26 x 1 ½" (ISO 38-584), tamaño de la llanta ISO 584 mm y designados como «650B» (familia de los 700B), es más popular en Francia, donde era el tamaño tradicional para bicicletas de paseo de carga, tándems y bicicletas domésticas en general, así como en Randonneurs, ciclismo de larga distancia.
El tamaño 650B nunca fue común en los EE. UU., y entró en declive, incluso en Francia, con el advenimiento de la bicicleta de montaña. Sin embargo, hay un grupo dedicado de fanes de este tamaño de rueda, que ha estado trabajando diligentemente para devolverle su antigua gloria.
La situación en cuanto a neumáticos y la disponibilidad de la llanta últimamente ha tomado un giro para mejor, y el futuro parece prometedor para la «650B».
El tamaño de llanta ISO 584 mm, con neumáticos nudosos de mayor volumen tipo balón para bicicletas de montaña, marcados por lo general 27.5 x 2.25 (57-584), por su mayor diámetro, se los denomina 27,5 pulgadas.

#### 650C (571 mm)
Era originalmente una reducción del ancho de la rueda con neumático balón 26 x 2.125", (ISO 54-559) a 26 x 1 ¾" (S-7), (ISO 44-571) utilizado en muchas veteranas Schwinn de paseo. En estos días, sin embargo, se ve principalmente en las bicicletas de triatlón y contrarreloj. Los neumáticos y llantas disponibles son en su mayoría muy estrechas 26 x 1", (ISO 23-571) destinados a la competición; triatlón, contrarreloj, y bicicletas de carretera de menor tamaño.

## El sistema francés de tamaño

### [Número de tres dígitos] + [Letra]
En el antiguo sistema francés de tamaño, los neumáticos son designados por un número de tres dígitos, que puede ser seguido de una letra. El número es el diámetro exterior nominal del neumático que fue diseñado originalmente para la llanta.
La ausencia de una letra indicaba un neumático estrecho, «A», «B» y «C» indica neumáticos cada vez más ancho. «A» fue originalmente un neumático alrededor de 37 mm de ancho, por lo que la llanta 650A es bastante grande, 590 mm. Si se agrega la parte superior e inferior los 37 mm de espesor de neumáticos a los 590, acabas con el diámetro aproximado de los neumáticos de ~650 mm.
El tamaño 650C fue pensado originalmente para un neumático bastante amplio, de unos 44 mm de ancho. La parte superior e inferior de 44 mm de los neumáticos más el tamaño de 571 mm de la llanta lo llevará a un tamaño de ~650 mm de diámetro exterior, a pesar de que la llanta es menor.
Con el tiempo, sin embargo los procesos evolutivos han llevado a diferentes anchuras de neumáticos que se aplica a la llanta, por lo que la designación nominal de 650 mm es más teórico que práctico.
| Letra →  | –        | A        | B        | C        |
| Número ↓ |          |          |          |          |
| -------- | -------- | -------- | -------- | -------- |
| 700      | 32 - 647 | 37 - 642 | 40 - 635 | 44 - 622 |
| 650      | 32 - 597 | 37 - 590 | 40 - 584 | 44 - 571 |
| 600      | 32 - 547 | 37 - 541 | 40 - 534 | 44 - 520 |
| 550      | –        | 37 - 490 | 40 - 484 | 44 - 470 |
| 500      | –        | 37 - 440 | 40 - 432 | –        |
| 450      | –        | 37 - 390 | –        | –        |
| 400      | –        | 37 - 340 | 40 - 330 | –        |
| 350      | –        | 37 - 288 | –        | –        |

## ¿Qué significa la «C» para un neumático?
Marcas francesas actuales de tamaño (por ejemplo 700 x 35C) dan el diámetro aproximado del exterior (700 mm) y anchura (35 mm) del neumático. La letra al final indica el diámetro interior del neumático. En este caso, C significa 622 mm, y como en el «700C» es una reminiscencia del viejo sistema francés de tamaño. No dice mucho hoy en día.